# 布鲁伊
布鲁伊（法語：Brouy，法語發音：[bʁui] ⓘ）是法国法兰西岛大区埃松省的一个市镇，属于埃唐普区。

## 地理
布鲁伊（48°19'1"N, 2°16'45"E）面积8.39 平方千米，位于法国法蘭西島大區埃松省，该省份为法国北部内陆省份，北起上塞纳省和马恩河谷省，西接厄尔-卢瓦省和伊夫林省，南至卢瓦雷省，东临塞纳-马恩省。
与布鲁伊接壤的市镇（或旧市镇、城区）包括：尚莫特、布朗迪、梅皮、勒马勒塞布瓦。

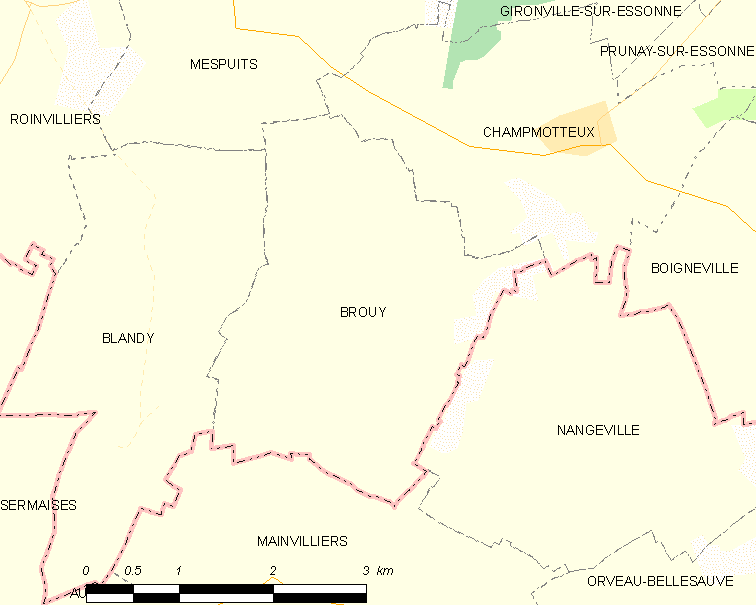
布鲁伊的OSM定位图

布鲁伊的时区为UTC+01:00、UTC+02:00（夏令时）。

## 行政
布鲁伊的邮政编码为91150，INSEE市镇编码为91112。

## 政治
布鲁伊所属的省级选区为埃唐普县。

## 人口

1962-2008年间布鲁伊人口变化图示

布鲁伊于2022年1月1日时的人口数量为129人。